# Peter Renner
Peter Campbell Renner (né le 27 octobre 1959 à Mosgiel) est un athlète néo-zélandais, spécialiste du 3 000 m steeple.
Il a participé aux Jeux olympiques de 1984 et aux Jeux du Commonwealth de 1982, 1986 et 1990. Il détient le record d'Océanie de la discipline, réalisé à Coblence en 8 min 14 s 05 en 1984, jusqu'à ce qu'il soit battu en 2023 par son compatriote Geordie Beamish.